# 叶玉森
叶玉森（1880年—1933年），字荭渔，号中冷，江苏镇江人，清代至中华民国学者。

## 生平
與吳庠、丁传靖齊名，人称“鐵甕三子”。宣統元年（1909年）優貢，後留学日本，在早稻田大學、明治大学學習法律，並加入同盟会。歸國後任南京宁属师范教師。曾在蘇州高等法院推事兼檢察庭長。1918年任滁縣縣知事，1920年調穎上縣縣知事，1923年秋任當塗縣縣知事，1924年底，改任蕪湖市政籌備處秘書長。與刘鹗同鄉，亦雅好商朝甲骨文，曾斥资购进甲骨1300余片，研究其结体和章法，寫書法也用甲骨文書寫。1923 年撰有《殷契钩沉》二卷刊於《学杂志》，内容颇得好评。又工於诗词，有詩《渤海舟中端午》：“大气飞行风鷊健，孤吟出听水龙嫻。”，兼懂外語，又好編寫兒童歌曲。1930年為上海交通銀行總管理處的秘書長，又兼國立勞動大學、上海大學課務。1933年3月，病逝，享年54歲。卒後家無餘財，由交通银行同仁吴静庵（吳庠胞弟）负责料理后事。著有《殷虚书契前编集释》、《说契》、《枫园画友录》、《铁云藏龟考释》等。